# Both Sides of the Sky
《Both Sides of the Sky》는 미국의 록 음악가 지미 헨드릭스의 컴필레이션 음반으로, 2018년 3월 9일, 레거시 레코딩스와 익스피리언스 헨드릭스가 발매했다. 이전에 발표되지 않은 10개의 음반을 포함한 13곡의 음반은 지미 헨드릭스 익스피리언스 또는 밴드 오브 집시스 라인업과 함께 녹음되었으며, 스티븐 스틸스, 조니 윈터, 로니 영블러드의 게스트 참여가 특징이다.
이 음반은 《Electric Ladyland》 (1968년)의 후속작으로 강조된 사후 발매된 "아카빙브 레코딩" 컴필레이션 음반의 3번째(그리고 마지막) 발매이며, 《Valleys of Neptune》 (2010년)을 시작으로 《People, Hell and Angels》 (2013년)를 이어간다.

## 반응
올뮤직의 리뷰에서 숀 웨스터가드는 이 음반에 5점 만점에 3.5점의 평점을 주었다. 그는 이 자료들 중 일부는 이전에 불법 복제품으로 발매된 적이 있지만, 이 수집품에 대해 정말 놀라운 것은 하드코어 헨드릭스 수집가들조차 아직 듣지 못했을 자료의 양이다.
웨스터가드는 헨드릭스가 일렉트릭 시타르를 연주하는 기악곡 〈Cherokee Mist〉를 음반 하이라이트로 파악하고 "점들이 약간 고르지 않지만, 《Both Sides of the Sky》는 열렬한 헨드릭스 팬에게 가치가 있다"로 마무리한다.

## 곡 목록
모든 곡들은 특별한 언급이 없는 한 지미 헨드릭스에 의해 작사/작곡하였다.
| #   | 제목                             | 작사·작곡     | 재생 시간 |
| --- | -------------------------------- | ------------- | --------- |
| 1.  | 〈Mannish Boy〉                  | 머디 워터스   | 5:01      |
| 2.  | 〈Lover Man〉                    |               | 3:05      |
| 3.  | 〈Hear My Train A Comin'〉       |               | 7:26      |
| 4.  | 〈Stepping Stone〉               |               | 3:12      |
| 5.  | 〈$20 Fine〉                     | 스티븐 스틸스 | 4:59      |
| 6.  | 〈Power of Soul〉                |               | 5:55      |
| 7.  | 〈Jungle〉                       |               | 3:28      |
| 8.  | 〈The Things That I Used to Do〉 | 기타 슬림     | 3:41      |
| 9.  | 〈Georgia Blues〉                |               | 7:55      |
| 10. | 〈Sweet Angel〉                  |               | 3:54      |
| 11. | 〈Woodstock〉                    | 조니 미첼     | 5:19      |
| 12. | 〈Send My Love to Linda〉        |               | 4:36      |
| 13. | 〈Cherokee Mist〉                |               | 7:01      |